# Borgunda församling
Borgunda församling var en församling i Skara stift och i Falköpings kommun. Församlingen uppgick 2010 i Dala-Borgunda-Högstena församling. 

## Administrativ historik
Församlingen har medeltida ursprung. 
Församlingen utgjorde till omkring 1400 ett eget pastorat för att därefter till 1962 vara annexförsamling i pastoratet Dala, Borgunda och Högstena Från 1962 till 2010 var den annexförsamling i pastorat med Stenstorps församling som moderförsamling. Församlingen uppgick 2010 i Dala-Borgunda-Högstena församling.

## Kyrkor
- Borgunda kyrka